# Isegoria
Isegoria (da isos = uguale + ὰγορεύω = parlare in assemblea) designa l'eguale possibilità di prendere parola nelle pubbliche assemblee, considerata insieme all'isonomia uno dei cardini della democrazia greca.
Una prima menzione dell'isegoria si ha nei poemi omerici, in particolare nell'Iliade. Tersite prende la parola per criticare i re, dicendo cose non molto diverse da quelle dette da Achille ma viene severamente punito in un'assemblea dominata dai re e dagli eroi: Tersite, uomo del demos, ha sì il diritto di parlare, ma non di pronunciare frasi inopportune verso il ceto dominante. L'organizzazione gerarchica prevaleva su un diritto che non aveva trovato regolamentazione con la fissazione di criteri oggettivi.
Con l'affermarsi, sia pure contrastato, della democrazia, gli strati emergenti delle popolazioni riuscirono a conquistare il diritto di parlare in assemblea (isegoria) e quello di farlo liberamente per quello che riguarda i contenuti (parresia). I due termini finiscono per essere usati come sinonimi.
Nella Costituzione degli Ateniesi dello pseudo-Aristotele, l'isegoria è considerata fondamentale. Erodoto afferma che Atene, che era divenuta la polis più potente, aveva introdotto in modo scrupoloso l'isegoria. Anche Euripide, nelle  Supplici, sottolinea il rapporto tra l'isegorìa (compresa la libertà di tacere) e le prerogative di libertà e uguaglianza.

## Grafē paranómōn
Una grave limitazione all'isegoria fu introdotta ad Atene con l'istituto del grafē paranómōn (in greco Γραφή παρανόμων). Il cittadino che in assemblea avesse proposto alcunché in contrasto con il diritto tradizionale poteva subire pene assai gravi, compreso l'esilio decennale. Questo, ovviamente, comportò una grave limitazione alla libertà di espressione in assemblea. A differenza dell'ostracismo, la grafè paronomon aveva come presupposto un comportamento considerato come una colpa mentre l'ostracismo aveva un eminente carattere di scrutinio politico, indipendente da una condotta colpevole (tale connotazione politica del giudizio di ostracismo emerge chiaramente dal fatto che la condanna non richiedeva e non comportava una accusa penale). 
L'istituto della graphē paranómōn si prestava a evidenti abusi e soprattutto a un effetto dissuasivo della libertà di espressione e il suo diffondersi coincise con la fine della democrazia greca